# Armand-Louis Couperin
Armand-Louis Couperin (Párizs, 1727. február 25. – Párizs, 1789. február 2.) francia zeneszerző, a híres Couperin család tagja, Louis Couperin unokaöccse és François Couperin unokatestvére volt. Nicolas Couperin fia, az idősebb François Couperin fia volt.

## Élete és munkássága
Armand-Louis anya fia születése után alig tizenhét hónappal meghalt, így Armandot apja nevelte fel. Nicolas a Saint-Gervais templom orgonistája volt. A zenei pálya szinte családi örökségként szállt rá. 1752-ben feleségül vette Elisabeth-Antoinette Blanchetot.  A lány apja François-Etienne Blanchet, XV. Lajos udvarában dolgozott, mint csembaló készítő. Armand csendes és boldog életet élet feleségével, összesen három gyermekük született, akik szintén zenészek lettek: Pierre-Louis, Gervais-François és Antoinette-Victoire.
1748-ban apja halála után követte őt Saint-Gervais templom orgonistájának a székében. Ezt a pozíciót 1650-óta töltötték be a család különböző tagja és még az elkövetkező több mint száz évben szintén Couperinok lesznek a templom orgonistái, egészen Céleste-Thérèse Couperin 1860-ban bekövetkezett haláláig.
Armand emellett még számos más pozíciót is betöltött: a Sain-Berthélemy, Saint-Jean en Grève templomának, a karmeliták kolostorának, a Saint-Chapelle és a Sainte-Marguerite kápolna orgonistája is volt, de eltöltött egy fél évet a Chapelle Royale (királyi kápolna) szolgálatában is. Természetesen ilyen sok teendő mellett elkélt a segítő kéz : zenei vállalkozásaiba bevonta családját is, akik olykor helyettesítették egy-egy funkciójában. A felesége kiváló zenész volt és természetesen a gyerekeket is korán elkezdték zenére tanítani.
Otthonukban egész kis hangszergyűjteményük volt: egy orgona, két csembaló, egy angol piano forte, egy spinét, egy cselló,  három hegedű. Armand 1789-ben lovas balesetet szenvedett: ledobta magáról egy megvadult ló. Valószínűleg halálát is ez okozta.
Meglehetősen kisszámú zenemű alkotja életművét: szinte minden idejét az orgonázásnak szentelte, melynek következtében nagy hírnévre tett szert, mint a hangszer virtuóz mestere és tehetséges improvizáló is volt. Ennek ellenére mégiscsak egy orognaműve és néhány vokális kompozíciója maradt fenn. Minden jel arra utal, hogy ezen műveit nem tartotta érdemesnek megjelentetni. Műveinek túlnyomó többsége kamara- és csembalódarab. Ezek konzervatív komponistának mutatják: nem tudott bennük elszakadni a korábbi tradícióktól, de valószínűleg nem is akart. Művei sajátos vegyülékei az elődei által kifejlesztett formáknak és a rokokó néhány új stílusjegyének (alkalmazta többek között az Alberti-basszust)

## Művei
Csembalódarabok:
- La Victoire
- Allemande
- Courante, La de Croissy
- Les Cacqueteuses
- La Grégoire
- L'Intrépide
- Premier menuet, deuxième menuet
- L'Arlequine ou la Adam
- La Blanchet
- La de Boisgelou
- La Foucquet
- La Sémillante ou la Joly
- La Turpin
- Première gavotte, seconde gavotte
- La du Breüil
- La Chéron
- L'Affligée
- L'Enjouée
- Les tendres Sentiments
- Rondeau
- Les quatre nations
  - L'Italienne
  - L'Angloise
  - L'Allemande
  - La Françoise

Egyéb:
- 3 cantatilles (elvesztek) : Le Printemps, La Jeunesse, La Vieillesse
- Cantatille pour l’Amour Médecin (szopránra, 2 hegedűre és basso continuora) , 1750
- Pièces de Clavecin, opus I, 1751
- Sonates en pièces de clavecin, opus II, 1765
- Sonates en trio, 1770
- Quatuors à deux clavecins, 1773
- Szimfónia
- Dialogue entre le chalumeau et le basson (orgonára), 1775
- Variációk csembalóra : 
  - A « Vous l’ordonnez » témájára, 1775
  - Aria con variazione, 1781
  - A « Richard Cœur de Lion » egy témájára, 1784
- Motet au Saint Sacrement 1787

## Fordítás
- Ez a szócikk részben vagy egészben  az   Armand-Louis Couperin  című francia Wikipédia-szócikk fordításán alapul.  Az eredeti cikk szerkesztőit annak laptörténete sorolja fel. Ez a jelzés csupán a megfogalmazás eredetét és a szerzői jogokat jelzi, nem szolgál a cikkben szereplő információk forrásmegjelöléseként.